# Stazione di Carnate-Usmate
Stazione di Carnate-Usmate vasútállomás Olaszországban, Lombardia régióban, mely Carnate és Usmate településeket szolgálja ki.

## Vasútvonalak
Az állomást az alábbi vasútvonalak érintik:
- Lecco–Milánó-vasútvonal
- Seregno–Bergamo-vasútvonal

## Kapcsolódó állomások
A vasútállomáshoz az alábbi állomások vannak a legközelebb:
- Stazione di Arcore (stazione di Milano Porta Garibaldi superficie, Stazione di Milano Centrale, Lecco–Milánó-vasútvonal, dél, S8)
- Stazione di Osnago (Stazione di Lecco, Lecco–Milánó-vasútvonal, észak, S8)
- Stazione di Paderno-Robbiate (Seregno–Bergamo-vasútvonal, északkelet)
- Stazione di Lesmo (Seregno–Bergamo-vasútvonal, nyugat)